# Овцеводство

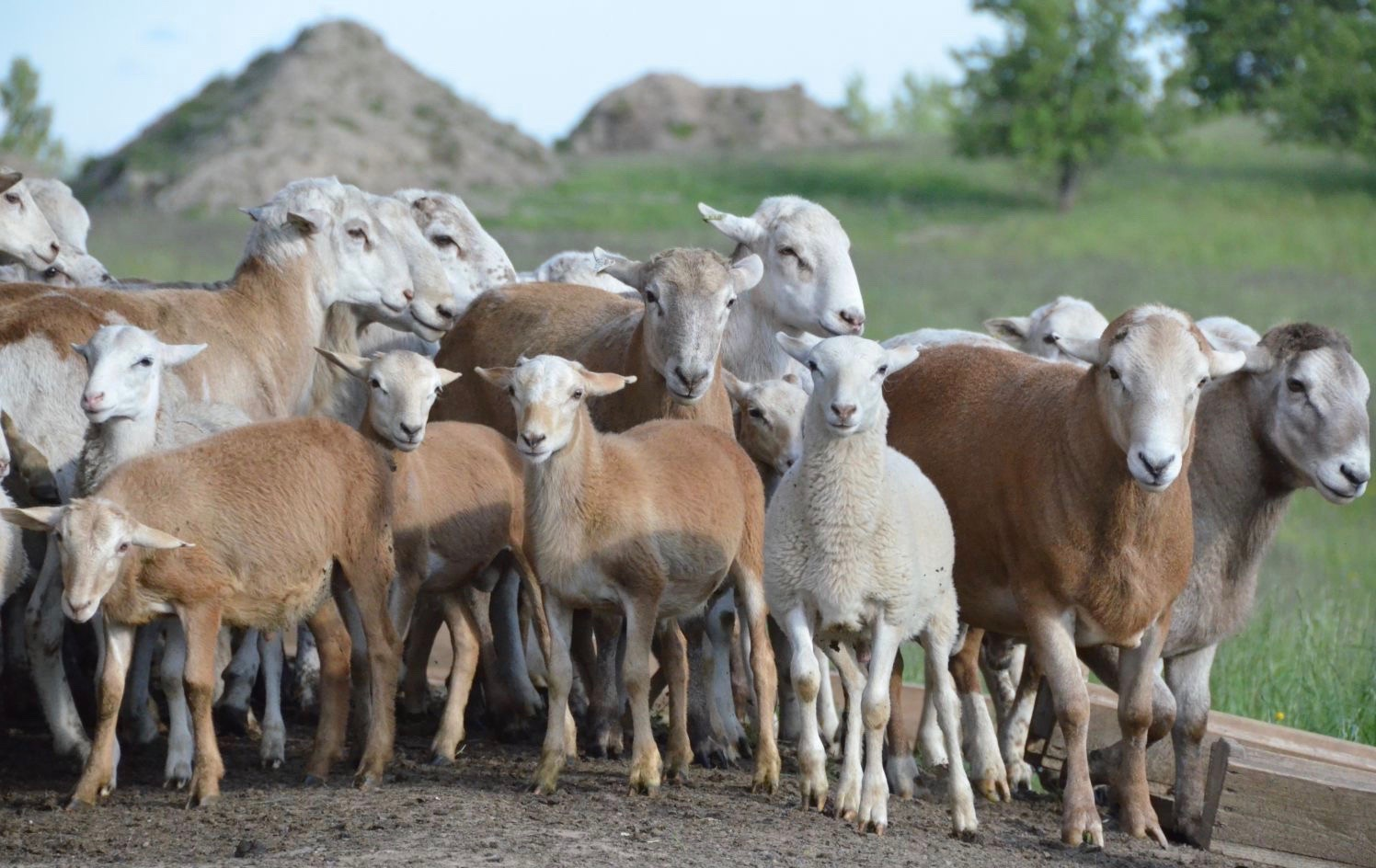
Катумские овцы в Ленинградской области

Овцево́дство — отрасль животноводства, занимающаяся разведением овец. Эти животные относятся к семейству полорогих парнокопытных.

## Общая информация
Продукцией овцеводства являются мясо, шерсть, молоко, смушки и овчина. Разведение овец преобладает в районах и странах, обладающих обширными пастбищами, особенно в пустынных и полупустынных районах субтропического пояса. Различают следующие основные направления в овцеводстве:
- тонкорунное[1] ;
- полутонкорунное;
- полугрубошёрстное;
- грубошерстное.

Последнее подразделяется на смушковое, шубное, мясо-сальное (курдючное), мясо-шёрстное и мясошёрстно-молочное. Развитие того или иного направления в конкретном регионе определяется, прежде всего, его природными условиями. Так, тонкорунное овцеводство встречается в условиях степей и полупустынь. Полутонкорунное и мясошерстное преобладает в районах, которые лучше обеспечены влагой и имеют более мягкий климат. Смушковое овцеводство развито в засушливом полупустынном и пустынном климате. В холодном климате горных территорий разводят овец грубошерстных мясо-сальных и мясошёрстно-молочных пород.
В 1997 году мировое поголовье овец составило 1,1 млрд голов. Наибольшим поголовьем обладал Китай (132,7 млн голов), Австралия (123,3), Индия (56,5), Иран (52,0), Новая Зеландия (47,4), Великобритания (42,5), Турция (33,0), Монголия (30,2), ЮАР (29,2), Судан (24,5 млн голов). От 15 до 24 млн голов насчитывалось также в Испании, в России, в Уругвае, в Бразилии, в Аргентине, в Марокко, в Алжире.
Крупнейшими производителями шерсти являются Австралия, Новая Зеландия, страны СНГ, Китай.
На начало 2020 года в России насчитывается более 23 миллионов овец и коз (в 2001 году поголовье насчитывало всего 15,5 миллионов). ТОП-10 регионов:
1. Республика Дагестан — 4 743 788 голов
2. Республика Калмыкия — 2 419 359 голов
3. Ставропольский край — 1 633 745 голов
4. Астраханская область — 1 404 063 голов
5. Ростовская область — 1 181 786 голов
6. Республика Тыва — 1 134 572 голов
7. Карачаево-Черкесская Республика — 1 094 359 голов
8. Волгоградская область — 1 000 450 голов
9. Республика Башкортостан — 761 947 голов
10. Саратовская область — 560 392 голов

## Влияние наглобальное потепление
Овцеводство оказывает значительное влияние на глобальное потепление вследствие выработки в кишечнике животных около 5% антропогенных парниковых газов: углекислого газа (CO2), метана (CH4), оксида азота(I) (N2O) и некоторых других.

## Породы овец

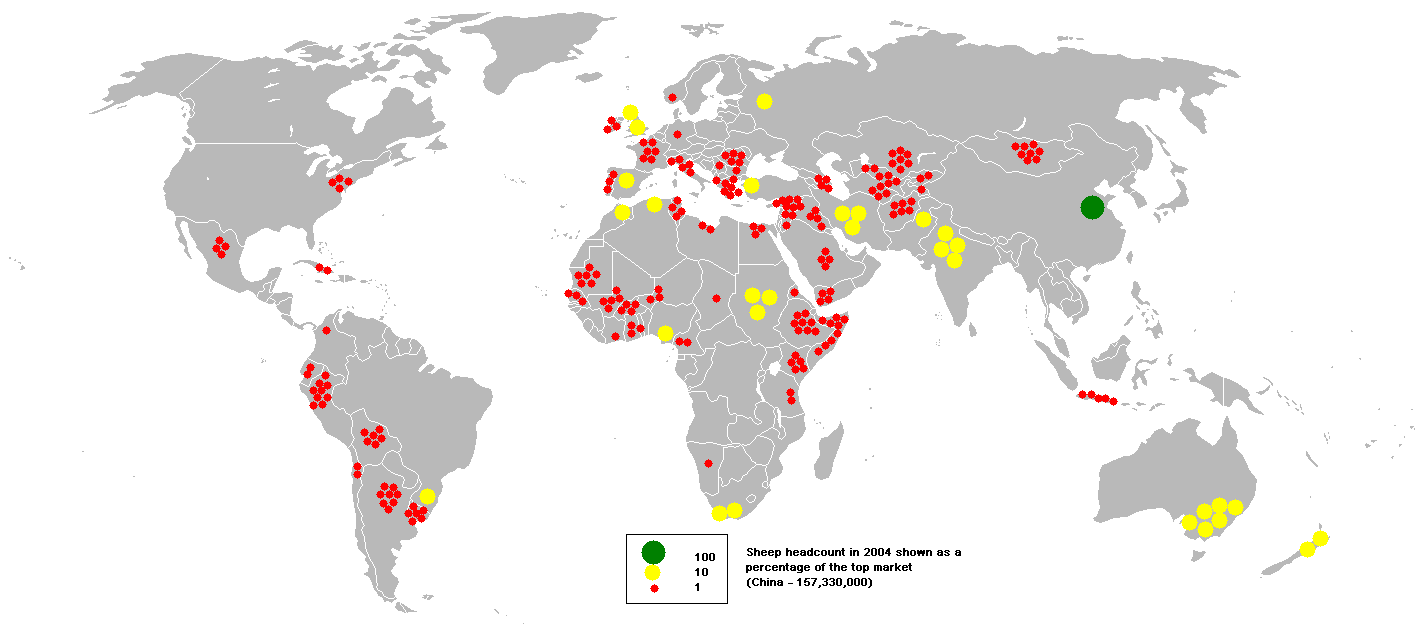
Карта показывает поголовье овец в 2004 году в каждой отдельно взятой стране в процентах по сравнению с лидером — Китаем (157 330 000 голов)

Всего насчитывается около 600 пород овец.
Наибольшей популярностью среди разнообразия пород пользуются тонкорунные овцы:
- романовская
- алтайская
- асканийская
- кавказская
- каракульская
- киргизская
- забайкальская[груз.]
- советский меринос[груз.]
- грозненская
- ставропольская
- сальская
- прекос
- маныческий меринос
- Норвежские

С этих пород получают большой настриг шерсти, так как они крупные. Породы классифицируются в зависимости от конкретных задач по одной из двух систем: зоологической или производственной.

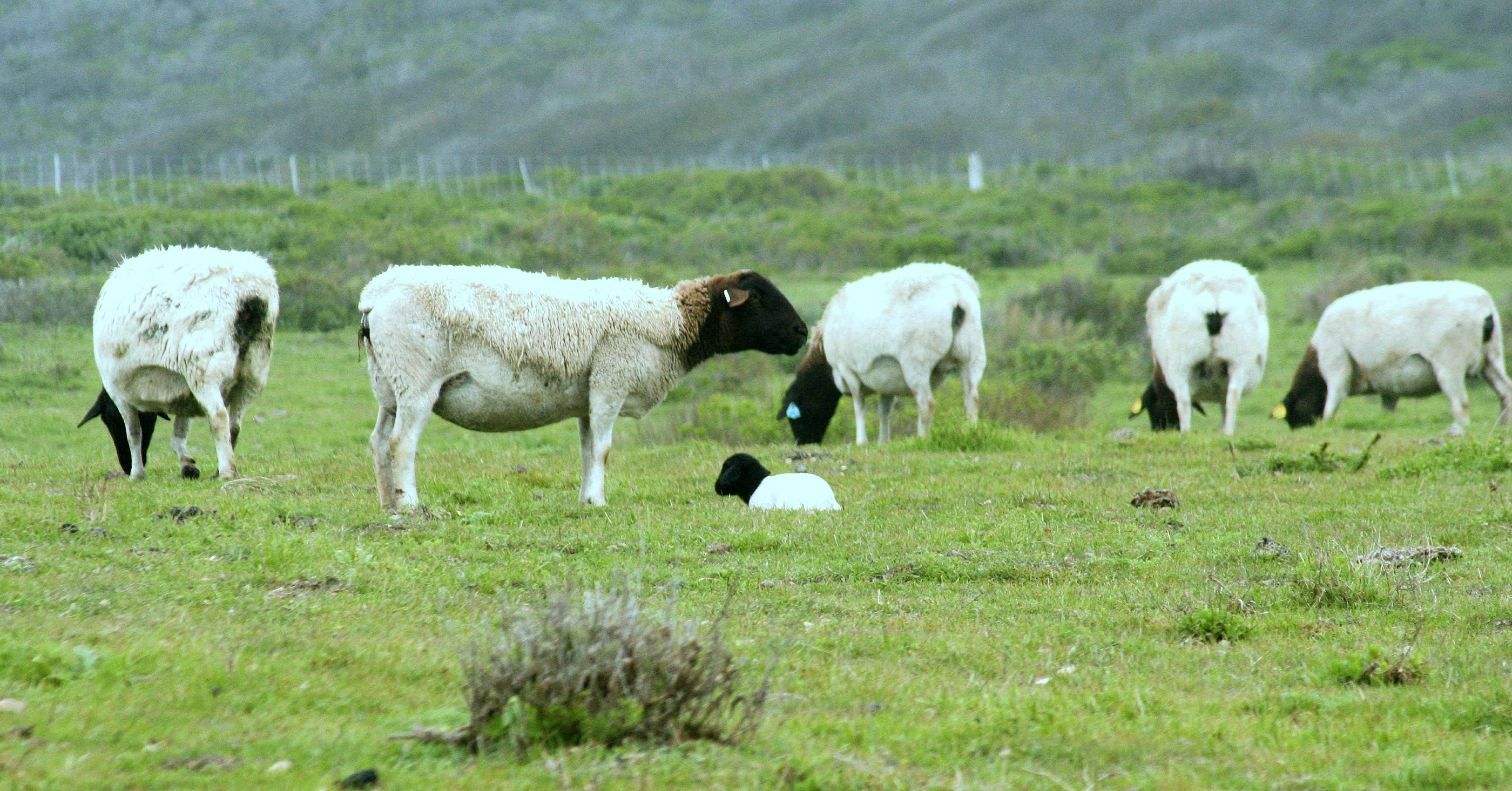
Стадо овец Дорпер

Породы мясного направления:
- Катумская
- Дорпер
- Блю де Майн[англ.]
- Бодер Лейстер[англ.]
- Тексель (порода овец)[англ.]
- Суффольк[англ.]

Некоторые другие породы:
- Финский ландрас[англ.] (многоплодная)
- Восточно-фризская овца[англ.] (молочная)
- Авасси
- Ассаф
- Эдильбаевская
- Гемпширская
- Армянская полугрубошерстная овца